# 棘毛伯劳科
棘毛伯劳科（学名：Pityriaseidae）为雀形目的一个科。

## 下级分类
本科包括以下属：
- 棘毛伯劳属 Pityriasis Lesson, 1839